# 孫大壯
孫大壯，字仲復，号心易，湖廣黄州府黄冈县人，明朝政治人物。同进士出身。

## 生平
正月初五日生，治礼记。萬曆十年（1582年）壬午科湖廣乡试第五十七名举人，二十三年（1595年）乙未科會試第一百三十三名，廷試三甲第三十名进士，兵部觀政，本年六月授吴江县知县，二十七年扩建县学，建文昌阁。二十八年升南京刑部浙江司主事。累迁至福州府知府，治行清简，一时间被推为“循吏”。擢四川副使。四十一年三月升江西右参政，四十五年以事降为陕西副使，四十八年七月升陕西苑马寺卿。

## 家族
曾祖孫子宣；祖孫安；父孫仕時。母周氏。永感下。兄孫大祚（乙酉舉人、見任貴溪知縣）。娶李氏，继羅氏。子可嗣、可箕、可衷。